# Linia kolejowa Firenze Rifredi – Roma
Szybka kolej Florencja-Rzym – włoska linia kolei dużych prędkości. Jest znana jako ferrovia direttissima Firenze-Roma w języku włoskim, czyli "najkrótsza droga kolejowa Florencja-Rzym" (w skrócie DD), nazwa ta odzwierciedla nazwę Rzym-Formia-Neapol Direttissima otwartą w 1927 roku i Bolonia-Florencja Direttissima otwartą w 1934 roku. Linia był pierwszą linią dużych prędkości w Europie, gdy otwarto ponad połowę odcinka w dniu 24 lutego 1977 roku. Cała linia została ukończona w dniu 26 maja 1992, skracając czas najszybszych pociągów między dwoma miastami do 1 godziny i 20 minut. Stara linia, którą zarządza Ferrovie dello Stato (Koleje Państwowe), nazywana jest Linea Lenta (czyli "powolna linia", w skrócie LL) dla odróżnienia od linii dużych prędkości.